# أركوض ملتحي
الأركوض الملتحي نوع نباتي يتبع جنس الأركوض من الفصيلة البقولية.